# Oligolimax musignani
Oligolimax musignani is een slakkensoort uit de familie van de Vitrinidae. De wetenschappelijke naam van de soort is voor het eerst geldig gepubliceerd in 1842 door Pirajno.